# Un figlio a tutti i costi (film 2018)
Un figlio a tutti i costi è un film commedia italiano del 2018 diretto e interpretato da Fabio Gravina, accanto a lui nel cast anche Roberta Garzia e Ivano Marescotti.

## Trama
Orazio e Anna sono una coppia di coniugi ultra quarantenne con difficoltà a concepire dei figli, ma visto il loro forte desiderio di diventare genitori iniziano a ricorrere a metodi alternativi.

## Distribuzione
La pellicola è uscita nelle sale cinematografiche italiane il 1º marzo 2018.